# Odd Hassel
Odd Hassel (Oslo, 17 de maio de 1897 — Oslo, 11 de março de 1981) foi um químico norueguês.
Conjuntamente com Derek Barton, recebeu o Prêmio Nobel de Química de 1969 devido aos seus contributos para o desenvolvimento do conceito de isomerismo conformacional e das suas aplicações na química.